# Diatonika
Diatonika – pojęcie z języka greckiego, oznaczające w muzyce zasadę oparcia jej przebiegu wyłącznie na dźwiękach jednej skali diatonicznej.
Przeciwieństwem diatoniki jest chromatyka, gdzie podstawową zasadą jest podwyższanie i obniżanie dźwięków skali diatonicznej za pomocą znaków chromatycznych.